# Karantänsstationer i Sverige

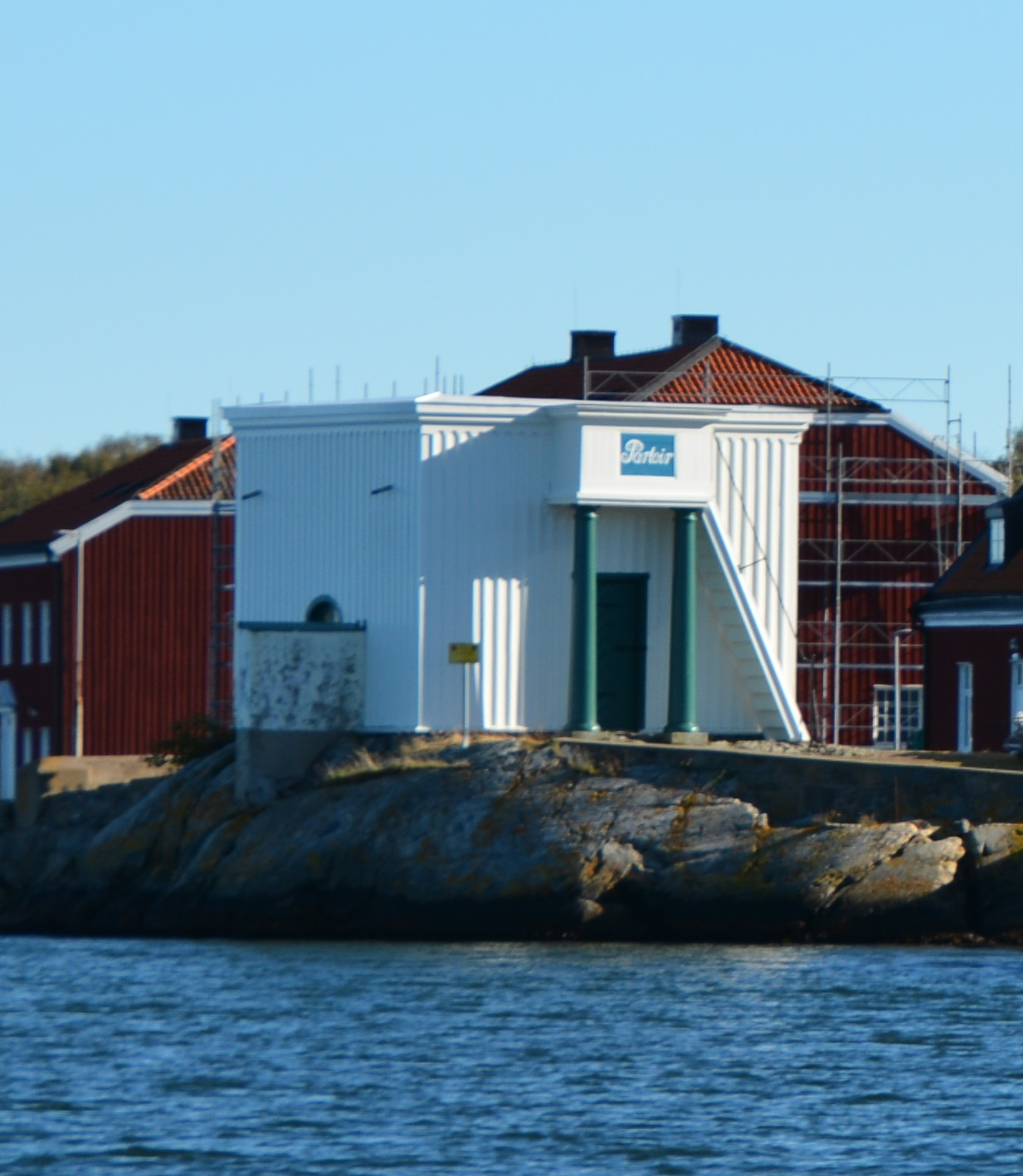
Parloiren på Känsö karantänsanläggning

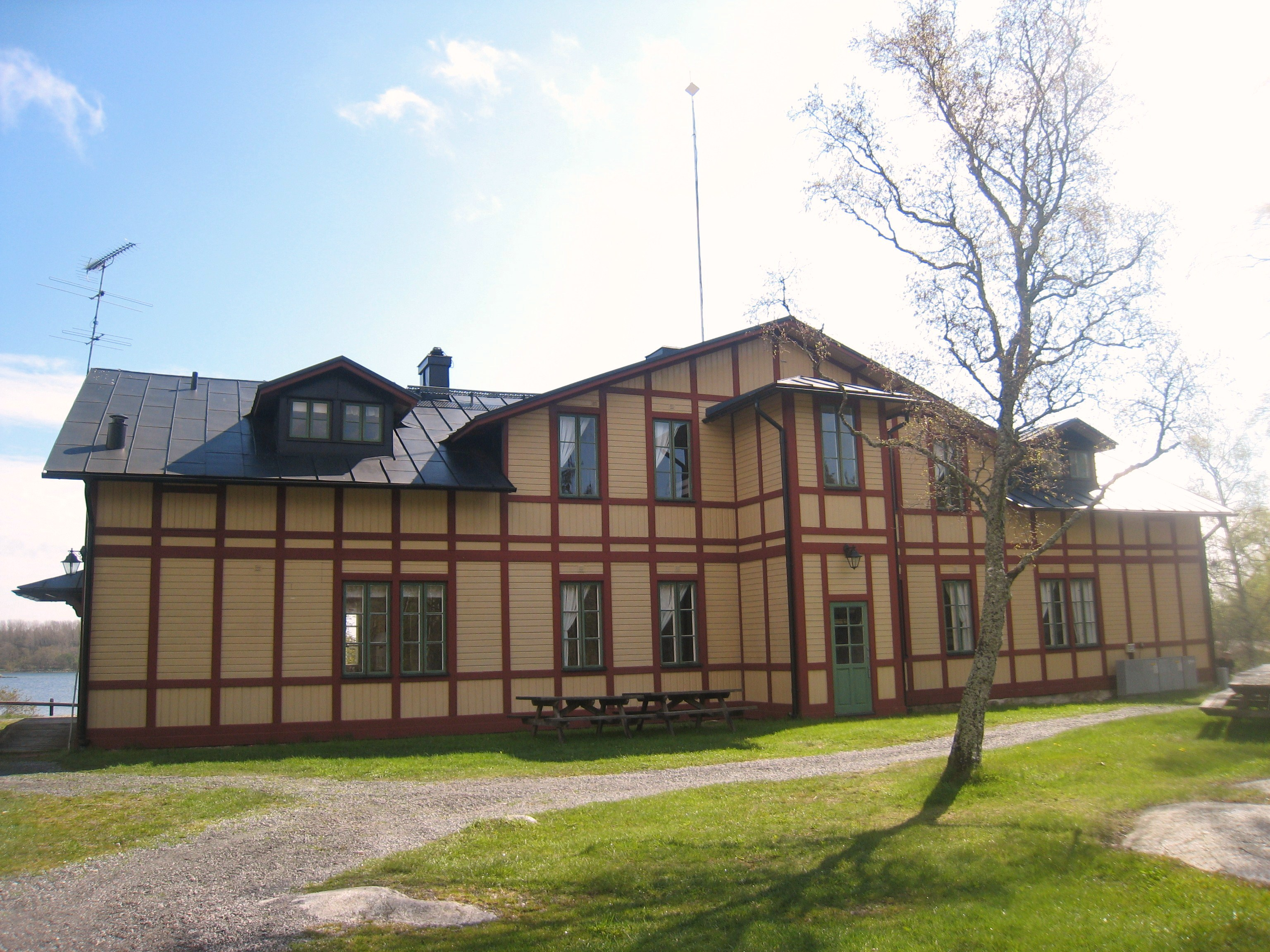
Tidigare Sjukhuset Wasa på Fejan

Karantänsstationer i Sverige fanns från andra hälften av 1700-talet till första hälften av 1900-talet.
Förebilden för hantering av karantäner i Sverige fanns i medelhavsländerna. De första karantänsstationerna upprättades i hamnstäder med erfarenhet från Digerdödens härjningar. En av de äldsta, Lazaretto Vecchio, anlades 1423 på en ö i inloppet till  Venedig. Senare inrättades anläggningar för att isolera och vårda smittade utanför stora hamnar i andra medelhavsländer. Den år 1627 etablerade karantänsstationen på ön Ratonneau utanför Marseille blev ett föredöme för karantäner i andra länder.
Under mitten 1800-talet var karantänssystemet som mest utbyggt. Ett fartyg från ett land med smittsamma sjukdomar måste ha ett sundhetspass för att få anlöpa en importhamn. Sundhetspasset, som utfärdades av erkända karantänsstationer, skulle påvisa att fartyg och besättning tillbringat tillräcklig tid i karantän, vid exporthamnen, eller vid en station på färdvägen. Karantänsstationerna fick därmed avgörande betydelse också för att upprätta ett lands utrikeshandel under epidemitider.
Den första fasta karantänsstationen i Sverige uppfördes på Känsö utanför Göteborg 1771, men övergavs redan året efter. År 1804 beslöts att återupprätta Känsö karantänsanläggning, vilken kom att byggas först 1816–19. På Enholmen utanför Slite på Gotland inrättades 1831 en karantänsstation. Stationer uppfördes också på Hästö utanför Karlskrona, på Fejan utanför Kapellskär, på ett par småöar utanför Djurö 1848 och utanför Åbo. 
För de svenska karantänsstationerna ansvarade militären, med militär och civilanställd personal. De kom framför allt till användning i samband med koleraepidemier. Behovet minskade mot slutet av 1800-talet, men så sent som 1892 uppfördes Sjukhuset Wasa på Ostkustens karantänsstation på Fejan öster om Kapellskär. Verksamheten vid karantänsanläggningen på Känsö upphörde på 1920-talet, och stationen lades formellt ned 1934. Även karantänsstationen på Fejan var i drift fram till 1930-talet.
Även i nutid finns förberedelser för karantän vid utvalda hamnar och flygplatser i Sverige.